# Mutterliebe (1939)
Mutterliebe ist ein Filmmelodram aus dem Jahre 1939 von Gustav Ucicky mit Käthe Dorsch in der Hauptrolle. An ihrer Seite spielte Paul Hörbiger die männliche Hauptrolle.

## Handlung
Marthe Pirlinger ist der Inbegriff einer aufopferungsbereiten und treusorgenden Mutter. Vier Kinder hat sie mit ihrem Mann Josef, einem eher allzu sorglosen und lebensfrohen Ehemann, in die Welt gesetzt. Das sind die drei Söhne Walter, Felix und Paul sowie die Tochter Franzi. Bei einem gemeinsamen Familienausflug zieht plötzlich ein Gewitter auf, und Vater Josef wird urplötzlich von einem Blitz erschlagen. Nun steht Marthe vollkommen allein da. Sie muss sich fortan in Wien als Wäscherin abrackern, um sich und die Kinder irgendwie durchzubringen. Fortan gilt all ihr Trachten, den Kindern ein leidlich sorgenfreies Leben zu ermöglichen. Der Nachwuchs soll gute Schulen besuchen können, Franzi die Ballettausbildung erhalten und Walter ans Musikkonservatorium gehen. Für diese hochgesteckten Ziele nimmt Marthe allerlei Entbehrungen auf sich. Manchmal schuftet sie die ganze Nacht durch, bis zum Umfallen. Die einzige Stütze in dieser Zeit ist der freundliche Notar Dr. Koblmüller, der ihr ein guter Freund wird. Der ältlich wirkende Mann hat durchaus ernste Absichten Marthe gegenüber, doch die fokussiert sich ganz auf ihre Familie und zeigt sich wenig aufgeschlossen gegenüber den Heiratsabsichten des Juristen.
Ihre Kinder erweisen sich in jener Zeit durch ihr Tun mitunter als wenig hilfreich. Paul ist infolge einer kindischen Mutprobe erblindet, und so opfert Marthe sogar die Hornhaut eines ihrer beiden Augen, um dem jungen Mann wenigstens auf einem Auge die Sehkraft das Augenlicht zurückzugeben. Immerhin ist aus Walter ein Musiker geworden, und Franzi hat Erfolg als Balletttänzerin. Auch ihre Wäscherei konnte Marthe im Laufe der Jahre vergrößern, und diese wirft sogar etwas Gewinn ab. Als ihre Angestellte Rosl von Sohn Felix ein Kind erwartet, verlangt sie von ihm, das Mädchen zu heiraten. In dieser Angelegenheit geraten Mutter und Sohn heftig aneinander. Felix fügt sich schließlich dem Wunsch der Mutter. Auch bei Franzi läuft nicht alles rund, und sie weint sich nach einer missglückten Liebesbeziehung bei ihrer Mutter aus. Ein anderer Streit ist nicht so leicht zu schlichten. Walter hat seine Mutter belogen und sogar ungefragt Geld aus der Kasse genommen. Nach diesem Krach greift Marthe hart durch und wirft ihren Jungen aus dem Haus. Nach vielen Jahren haben sich sämtliche Wogen geglättet und die Mutterliebe hat alle Irrungen und Wirrungen heil überstehen lassen. Zufrieden blickt Oma Marthe auf ihre Kinder, die sich alles in allem gut entwickelt haben.

## Produktionsnotizen
Mutterliebe entstand zwischen dem 14. Juni und Anfang August 1939 in den Wiener Rosenhügel-Ateliers und ab Anfang August bis Anfang September 1939 (Außenaufnahmen) in Wien und Umgebung (u. a. bei der Alten Universität und am Wiener Prater) sowie am Tegernsee und am oberösterreichischen Attersee. Die Uraufführung erfolgte am 19. Dezember 1939 im Wiener Apollo-Theater, die Berliner Premiere fand am 29. Dezember 1939 im Ufa-Palast am Zoo statt.
Der Film kostete 1,077 Millionen Reichsmark und war damit durchschnittlich teuer. Allerdings spielte Mutterliebe bis Februar 1941 4,754 Millionen RM ein und galt damit als extrem großer Kassenerfolg.
Erich von Neusser übernahm die Herstellungsleitung. Werner Schlichting entwarf im Zusammenspiel mit Kurt Herlth die Filmbauten, die Kostüme stammen von Bert Hoppmann. Alfred Norkus kümmerte sich um den Ton. Herstellungsleiter war Fritz Fuhrmann. Die von Willy Schmidt-Gentner komponierte Musik, die auch unter seiner Leitung eingespielt worden war, wurde von den Wiener Philharmonikern vorgetragen. Winnie Markus und Susi Nicoletti gaben hier ihr Filmdebüt.

## Rezeption
Der Film erhielt im Dritten Reich von der gleichgeschalteten Presse begeisterte Kritiken, entsprach doch das hier gezeigte Mutterbild exakt demjenigen der NS-Ideologie. Gelobt wurde vor allem die schauspielerisch reife Leistung bei der Darstellung einer Idealmutter durch Käthe Dorsch: „Unbeirrt ging sie ihren Lebenswerg, der  sie vor immer neue Hindernisse stellte, aber sie wäre ja keine mustergültige Mutter, würde sie nicht jede Aufgabe lösen. (…) Das Kinopublikum erlebte die Gestaltung des Schicksals einer Mutter, das wirklichen Heroismus atmete“. Propagandaminister Joseph Goebbels sorgte dafür, dass der Film die damals höchste staatliche Auszeichnung („Staatlich und künstlerisch besonders wertvoll“) erhielt, und „orchestrierte überdies persönlich die publizistische Kampagne“.
Dementsprechend waren selbst die Kommentare und Bewertungen in nationalsozialistische Kampfblättern:

„Es ist der schönste Film, den wir jemals gesehen haben.“

Die Nachkriegskritik kam zu einer sachlicheren Bewertung:

„Geschickt aufbereitet, rührselig inszeniert und dargeboten, spiegelt der Film die Familienideologie der Nazis.“